# Komutacja (energoelektronika)
Komutacja – zjawisko przejmowania przewodzenia prądu odbiornika od jednego zaworu przez drugi zawór. W procesie komutacji mogą uczestniczyć zawory dwóch lub większej liczby kolejnych faz. W przypadku, gdy komutacja obejmuje zawory dwóch faz, wówczas nazywa się ją komutacją prostą lub pojedynczą. Natomiast jeśli w procesie komutacji uczestniczą jednocześnie zawory trzech lub większej liczby faz, to komutację nazywamy komutacją złożoną lub wielokrotną. Komutacja złożona występuje w praktyce wtedy, kiedy prąd obciążenia przekracza znacznie prąd znamionowy. Proces komutacji nie przebiega skokowo, ponieważ skokowym zmianom prądu anodowego przeciwdziała indukcyjność obwodu, którą głównie stanowi indukcyjność rozproszenia uzwojeń transformatora zasilającego przekształtnik.

## Komutacja zewnętrzna i wewnętrzna
Komutacja może być zewnętrzna lub wewnętrzna (wymuszona, autonomiczna). W przypadku komutacji zewnętrznej przewodzący łącznik, zwany ustępującym, zostaje wyłączony w wyniku załączania kolejnego łącznika, nazywanego wstępującym. Obwód łącznika wstępującego zwiera źródło napięcia o wartości chwilowej większej niż źródło napięcia w obwodzie łącznika ustępującego.
Jeśli komutacja jest wewnętrzna, to łączniki mogą być wyłączane w dowolnej chwili. W przekształtnikach zrealizowanych za pomocą tyrystorów konwencjonalnych komutację wewnętrzną uzyskuje się dzięki dodatkowym obwodom komutacyjnym. Komutacja zewnętrzna często nazywana jest komutacją naturalną, a wewnętrzna – komutacją wymuszoną. Komutacja zewnętrzna może odbywać się pod wpływem napięcia linii zasilającej (komutacja sieciowa) lub napięcia odbiornika (komutacja odbiornikiem, komutacja obciążeniowa).

Istotny wpływ na jakość energii wejściowej i wyjściowej przekształtników, charakteryzowaną kształtem przebiegów czasowych napięć i prądów ma sposób sterowania łączników. W układach o komutacji sieciowej zwykle jest stosowane sterowanie fazowe. Sterowanie impulsowe (PWM – modulacja szerokości impulsów) jest stosowane w przekształtnikach o komutacji wewnętrznej.